# Piloto automático (náutica)
El  Piloto automático  es un equipo utilizado en los barcos (y también en los aviones) para mantener el curso elegido sin ninguna constante intervención humana. También es conocido por varios otros términos, como  Autopilot  (término tomado de las aeronaves y considerado incorrecta por algunos marinos) y  Autohelm  (técnicamente un marca registrada de Raymarine. Los pueden dividir en dos categorías:

## Pilotos electrónicos

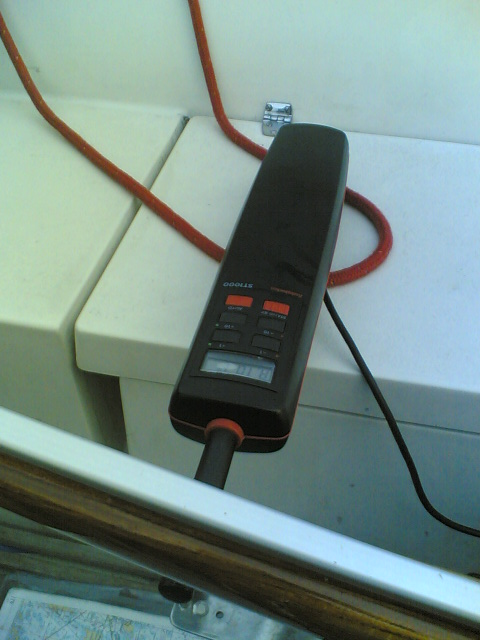
Un piloto electrónico aplicado al timón en un barco de vela.

Un  Piloto automático electrónico  está controlado por un circuito electrónico que funciona de acuerdo con uno o más sensores de entrada, que comprenden al menos, una brújula magnética y, a veces, una veleta indicador de la dirección del viento o incluso un GPS para marcar la posición ante un punto de referencia elegido. El módulo de electrónica calcula la maniobra de dirección requerida y un mecanismo de transmisión (generalmente eléctrico, aunque puede ser hidráulico en sistemas más grandes) hace mover el timón de dirección de acuerdo con las desviaciones del rumbo correcto.
Hay varias posibilidades para la interfaz entre el mecanismo de gobierno del piloto y el sistema de dirección convencional. En los yates, los tres sistemas más comunes son:
1. Transmisión directa, en la que se conecta un actuador en el cuadrante de dirección del timón, en la parte superior del eje del timón en el interior del barco. Este es el método menos intrusivo de instalación.
2. Montaje en la rueda del timón, en el que se monta un motor con un desmultiplicadores sobre rueda del timón, y se puede embragar y desembragar mientras está uso, liberando la rueda. Esto típicamente incluye una transmisión por correa dentada o un engranaje de conectado a la propia rueda, y es una opción común para las instalaciones ya existentes en yates con una rueda de timón.
3. Pilotos de caña, que suelen ser la única opción en embarcaciones más pequeñas con un timón de caña. Se componen de un carnero de accionamiento eléctrico que se monta entre el timón y un orificio al lado de la cabina. Algunos son totalmente autónomos, necesitando sólo una fuente de alimentación, mientras que otros tienen la unidad de control separada del actuador. Los primeros son muy populares, ya que están libres de mantenimiento y son fáciles de instalar.[1]

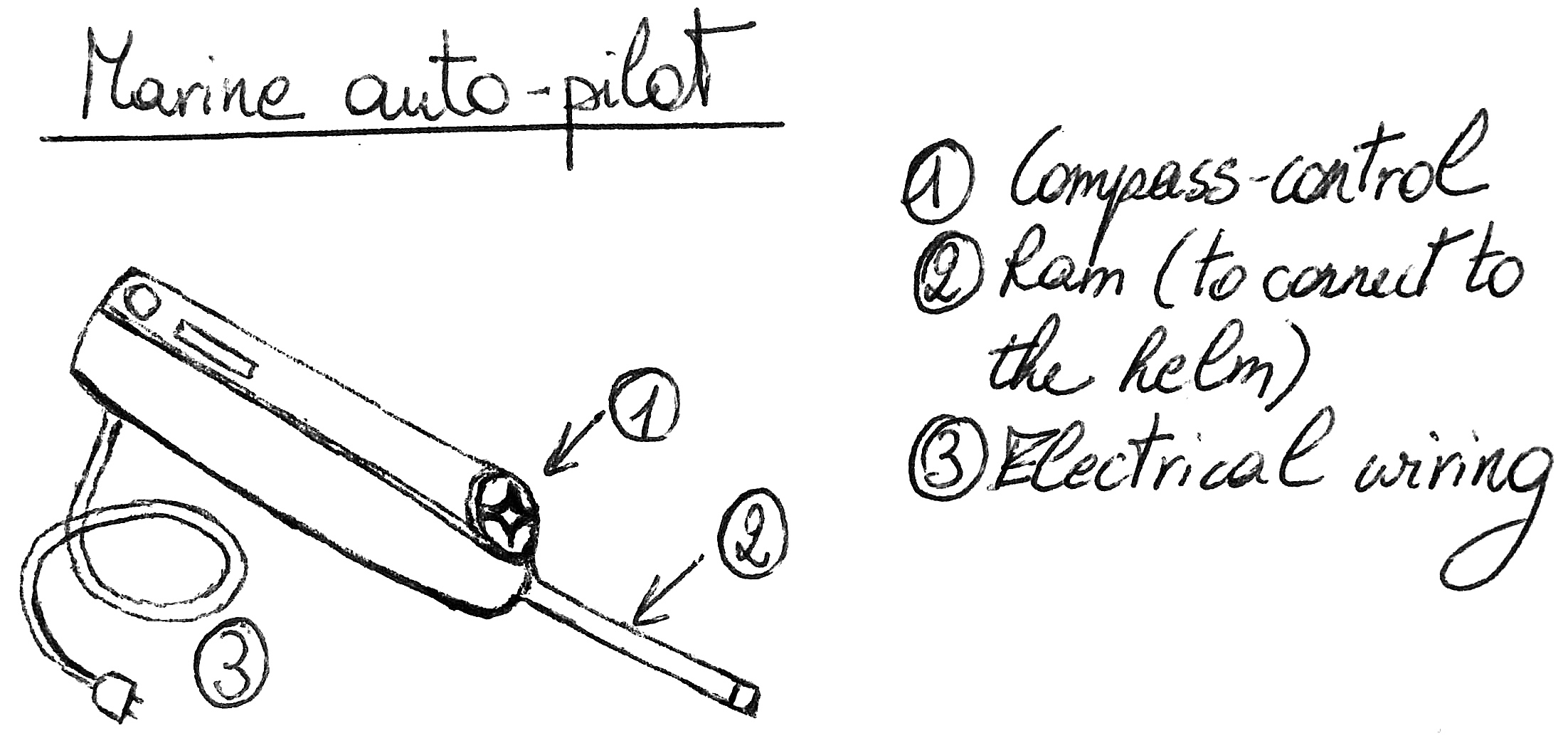
Funcionamiento de un timón marino piloto

Dependiendo de la sofisticación de la unidad de control (por ejemplo, piloto de caña, trazador de mapas incorporado, ....), un piloto automático electrónicos puede ser programado para mantener un rumbo de brújula determinado, para mantener un cierto ángulo con el viento (para que los veleros no tengan que cambiar el reglaje de las velas), para navegar hacia una posición determinada, o con cualquier otra función que razonablemente se pueda definir. Sin embargo, la cantidad de energía requerida por los actuadores eléctricos, especialmente si están constantemente en acción, por razón de la mar y las condiciones climáticas, es tener en consideración. En los cruceros de larga distancia a vela, en que no se tiene ninguna fuente externa de electricidad y, normalmente no se ponen en marcha los motores para la propulsión, en general se tienen presupuestos de energía relativamente estrictos y no se utiliza el piloto eléctrico durante un periodo largo de tiempo.
Así pues, dado que los sistemas de piloto automático electrónicos requieren electricidad para funcionar, muchos barcos hacen uso de paneles de energía fotovoltaica o de una pequeña turbina de viento montada en el barco. Esto elimina la contaminación y reduce los costes.

## Barcos de autodirección famosos
Parte de los barcos más famosos que llevaban piloto automático:
- Halcón Maltés .[3]

- El Shin Aitoku Maru.[4][5]